# Matilde de Artésia
Matilde de Artésia (em francês: Mahaut d'Artois ou Mathilde d'Artois; 1268 — Paris, 27 de outubro de 1329), foi suo jure condessa de Artésia e condessa consorte da Borgonha. Ela era a filha mais velha do conde Roberto II de Artésia e de sua primeira esposa, Amícia de Courtenay. Foi esposa do conde Otão IV, Conde da Borgonha, e mãe de duas rainhas de França: Joana e Branca.

## Família
Seus avós paternos eram o conde Roberto I de Artésia, filho do rei Luís VIII de França, e  Matilde de Brabante. Já seus avós maternos eram Pedro de Courtenay, senhor de Conches e Petronila de Joigny.
Matilde teve dois irmãos mais velhos: Filipe de Artésia, senhor de Conches, marido de Branca da Bretanha, neta do rei Henrique III de Inglaterra e Roberto, morto jovem.

## Condessa de Artésia
Com a morte do pai Roberto em 11 de julho de 1302 durante a Batalha de Courtrai, Matilde se tornou condessa em seu próprio direito, pois o seu irmão Filipe havia morrido em 1298. O condado virou motivo de conflito entre ela e o sobrinho, Roberto III de Artésia, filho de Filipe. 
A disputa foi decidida em favor da condessa pelo rei Filipe IV de França em 9 de outubro de 1309. Matilde recebeu Béthune em Fontainebleau, em dezembro de 1311. 
Porém, em 1314, os nobres se rebelaram contra Matilde, apoiados por Roberto, mas ela os derrotou. 
Também foi acusada de atos criminosos, pelos quais foi absolvida em 9 de outubro de 1317.
Seu chanceler era Thierry Larchier d'Hirson, bispo de Arras, tio de Béatrice d'Hirson, dama de companhia de Matilde.

## Casamento e filhos
Matilde se casou com o conde Otão IV em 9 de junho de 1291, como sua segunda esposa. Ele era filho de Hugo III da Borgonha, jure uxoris conde da Borgonha, e de Adelaide da Borgonha, suo jure condessa da Borgonha. Anteriormente, ele havia sido casado com Filipa de Bar, com quem teve uma filha, Alice, noiva de João, filho de Roberto II, Duque da Borgonha.
O casal teve três filhos:
- Joana II, condessa da Borgonha (antes de 2 de março de 1291 - 21 de janeiro de 1330), rainha de França e Navarra como consorte de Filipe V de França. Deixou descendência;
- Branca da Borgonha (1296 - abril de 1326), rainha de França e Navarra como consorte de Carlos IV de França, com quem teve filhos;
- Roberto da Borgonha (1300 - 21 ou 30 de setembro de 1317), conde da Borgonha, foi noivo de Leonor de Inglaterra, filha do rei Eduardo I de Inglaterra e de Margarida de França, porém não se casaram.

Seu marido morreu em 17 ou 26 de março de 1303, em Melun, e foi enterrado em Charlieu.

## Morte
A condessa morreu em Paris, em 27 de outubro de 1329, e de acordo com o seu testamento de 24 de março de 1328, foi enterrada na Abadia de Maubuisson, em Saint-Ouen-l'Aumône.

## Na cultura popular
- Matilde aparece como personagem na série de livros Os Reis Malditos, escrita por Maurice Druon, onde ela e sua dama de companhia, Béatrice d'Hirson, envenenam o rei Luís X de França.
- Na adaptação dos livros pra televisão, a condessa é interpretada por Hélène Duc, em 1972.
- Em 2005, foi representada por Jeanne Moreau na nova versão da minissérie baseada na obra.